# Sonja Kinski
Sonja Leila Moussa (nacida el 2 de marzo de 1986), más conocida como Sonja Kinski, es una modelo y actriz egipcia y estadounidense. Es hija de la actriz Nastassja Kinski y del productor Ibrahim Moussa, y nieta del actor Klaus Kinski.

## Primeros años
Kinski nació en Ginebra, Suiza, el 2 de marzo de 1986, pero vivió en Roma con sus padres y su medio hermano Aljosha (que su madre tuvo con Vincent Spano) hasta los 6 años.
Sus padres se divorciaron en 1992. Luego se mudó a Los Ángeles, donde su madre comenzó a tener una relación con el músico y productor Quincy Jones. Es a este último a quien considera su verdadero padre, quien la crio y aconsejó en la vida. Kinski también tiene una media hermana menor, Kenia, nacida en 1993. Sonja Kinski es de origen egipcio, alemán y polaco. El parecido físico con su madre es sin lugar a discusión.

## Carrera
Dado que Nastassja Kinski era una celebridad internacional en los años 80 y 90, las revistas femeninas se interesaron mucho por su hija Sonja.
A la edad de 14 años, Kinski apareció en la portada de la edición alemana de la revista Marie Claire de marzo de 2000. Luego, en la década de 2000, en las portadas de Marie Claire (febrero de 2001, Alemania), Photo (junio de 2003, Francia), Evening Standard (junio de 2006, Reino Unido), Jalouse (octubre de 2006, Francia). Además de los anuncios en la prensa, la invitan periódicamente a participar en sesiones fotográficas para eventos promocionales.
Kinski está afiliado a la agencia Model Management. Su carrera cinematográfica comenzó en 2008. Ese mismo año, modeló para el personaje Zoey en el videojuego Left 4 Dead desarrollado y publicado por Valve.

## Filmografía

### Cine
| Año  | Título                       | Director          | Personaje                       |
| ---- | ---------------------------- | ----------------- | ------------------------------- |
| 2008 | All God's Children Can Dance | Robert Logevall   | Sandra                          |
| 2010 | Somewhere                    | Sofia Coppola     | Chica en fiesta (sin acreditar) |
| 2013 | Diamond on Vinyl             | J.R. Hughto       | Charlie                         |
| 2014 | Dark Hearts                  | Rudolf Buitendach | Fran                            |
| 2015 | A Beautiful Now              | Daniela Amavia    | Jessica                         |
| 2015 | The Wicked Within            | Jay Alaimo        | Maggie                          |
| 2016 | Holidays: Mother's Day       | Sarah Adina Smith | Crystal                         |
| 2016 | She's Allergic to Cats       | Michael Reich     | Cora                            |
| 2017 | First House on the Hill      | Matteo Saradini   | Dorothy                         |

### Televisión
- 2010 : Pom Wonderful de François Girard: Eve
- 2012 : Longmire (TV series), temporada 1, episodio 8: Fiona Hines
- 2017 : Chance (TV series), temporada 2, episodios 1–9: Clara Santiago